# Dél-Szudán a 2024. évi nyári olimpiai játékokon
Dél-Szudán a franciaországi Párizsban megrendezett 2024. évi nyári olimpiai játékok egyik részt vevő nemzete volt. Az országot az olimpián 2 sportágban 14 sportoló képviselte, akik érmet nem szereztek.

## Atlétika
Férfi
| Versenyző    | Versenyszám | Előfutam | Előfutam | Előfutam | Vigaszág | Vigaszág | Vigaszág | Elődöntő | Elődöntő | Elődöntő | Döntő   | Döntő    |
| Versenyző    | Versenyszám | Idő      | Hely.    | Össz.    | Idő      | Hely.    | Össz.    | Idő      | Hely.    | Össz.    | Idő     | Helyezés |
| ------------ | ----------- | -------- | -------- | -------- | -------- | -------- | -------- | -------- | -------- | -------- | ------- | -------- |
| Abraham Guem | 800 m       | 1:48,74  | 9.       | 49.      | 1:49,45  | 8.       | 26.      | kiesett  | kiesett  | kiesett  | kiesett | kiesett  |

Női
| Versenyző   | Versenyszám | Selejtező     | Selejtező     | Selejtező     | Előfutam | Előfutam | Előfutam | Elődöntő | Elődöntő | Elődöntő | Döntő   | Döntő    |
| Versenyző   | Versenyszám | Idő           | Hely.         | Össz.         | Idő      | Hely.    | Össz.    | Idő      | Hely.    | Össz.    | Idő     | Helyezés |
| ----------- | ----------- | ------------- | ------------- | ------------- | -------- | -------- | -------- | -------- | -------- | -------- | ------- | -------- |
| Lucia Moris | 100 m       | nem ért célba | nem ért célba | nem ért célba | kiesett  | kiesett  | kiesett  | kiesett  | kiesett  | kiesett  | kiesett | kiesett  |

## Kosárlabda

### Férfi
| Dél-szudáni férfi kosárlabdacsapat-játékoskeret                                      | Dél-szudáni férfi kosárlabdacsapat-játékoskeret                                   |
| ------------------------------------------------------------------------------------ | --------------------------------------------------------------------------------- |
| - Sunday Dech - Majok Deng - Wenyen Gabriel - Peter Jok - Carlik Jones - Kuany Kuany | - Bul Kuol - Jackson Makoi - Khaman Maluach - Nuni Omot - Marial Shayok - JT Thor |

#### Eredmények
Csoportkör
C csoport
| Hely. | Csapat                 | M | Gy | V | P+  | P–  | Pk  | P | Továbbjutás |
| ----- | ---------------------- | - | -- | - | --- | --- | --- | - | ----------- |
| 1.    | Egyesült Államok (USA) | 3 | 3  | 0 | 317 | 253 | +64 | 6 | Negyeddöntő |
| 2.    | Szerbia (SRB)          | 3 | 2  | 1 | 287 | 261 | +26 | 5 | Negyeddöntő |
| 3.    | Dél-Szudán (SSD)       | 3 | 1  | 2 | 261 | 278 | −17 | 4 |             |
| 4.    | Puerto Rico (PUR)      | 3 | 0  | 3 | 228 | 301 | −73 | 3 |             |

| 2024. július 28. 11:00 | Dél-Szudán (SSD)                         | 90–79     | Puerto Rico (PUR)    | Stade Pierre-Mauroy, Lille Nézőszám: 27 021 Játékvezetők: Ademir Zurapović (BIH), Takaki Kato (JPN), Martin Vulić (CRO) |
| 2024. július 28. 11:00 | (20–28, 28–26, 23–15, 19–10) Jegyzőkönyv |           |                      | Stade Pierre-Mauroy, Lille Nézőszám: 27 021 Játékvezetők: Ademir Zurapović (BIH), Takaki Kato (JPN), Martin Vulić (CRO) |
| 2024. július 28. 11:00 | Jones 19                                 | Pont      | Alvarado 26          | Stade Pierre-Mauroy, Lille Nézőszám: 27 021 Játékvezetők: Ademir Zurapović (BIH), Takaki Kato (JPN), Martin Vulić (CRO) |
| 2024. július 28. 11:00 | Gabriel 9                                | Lepattanó | Conditt IV, Romero 6 | Stade Pierre-Mauroy, Lille Nézőszám: 27 021 Játékvezetők: Ademir Zurapović (BIH), Takaki Kato (JPN), Martin Vulić (CRO) |
| 2024. július 28. 11:00 | Jones 6                                  | Gólpassz  | Alvarado 5           | Stade Pierre-Mauroy, Lille Nézőszám: 27 021 Játékvezetők: Ademir Zurapović (BIH), Takaki Kato (JPN), Martin Vulić (CRO) |

| 2024. július 31. 21:00 | Egyesült Államok (USA)                   | 103–86    | Dél-Szudán (SSD) | Stade Pierre-Mauroy, Lille Nézőszám: 27 056 Játékvezetők: Antonio Conde (ESP), Mārtiņš Kozlovskis (LAT), Takaki Kato (JPN) |
| 2024. július 31. 21:00 | (26–14, 29–22, 18–21, 30–29) Jegyzőkönyv |           |                  | Stade Pierre-Mauroy, Lille Nézőszám: 27 056 Játékvezetők: Antonio Conde (ESP), Mārtiņš Kozlovskis (LAT), Takaki Kato (JPN) |
| 2024. július 31. 21:00 | Adebayo 18                               | Pont      | Omot 24          | Stade Pierre-Mauroy, Lille Nézőszám: 27 056 Játékvezetők: Antonio Conde (ESP), Mārtiņš Kozlovskis (LAT), Takaki Kato (JPN) |
| 2024. július 31. 21:00 | három játékos 7                          | Lepattanó | Gabriel 10       | Stade Pierre-Mauroy, Lille Nézőszám: 27 056 Játékvezetők: Antonio Conde (ESP), Mārtiņš Kozlovskis (LAT), Takaki Kato (JPN) |
| 2024. július 31. 21:00 | Booker 6                                 | Gólpassz  | Jones 7          | Stade Pierre-Mauroy, Lille Nézőszám: 27 056 Játékvezetők: Antonio Conde (ESP), Mārtiņš Kozlovskis (LAT), Takaki Kato (JPN) |

| 2024. augusztus 3. 21:00 | Szerbia (SRB)                            | 96–85     | Dél-Szudán (SSD) | Stade Pierre-Mauroy, Lille Nézőszám: 20 916 Játékvezetők: Ademir Zurapović (BIH), Yohan Rosso (FRA), Juan Fernández (ARG) |
| 2024. augusztus 3. 21:00 | (23–22, 24–22, 25–23, 24–18) Jegyzőkönyv |           |                  | Stade Pierre-Mauroy, Lille Nézőszám: 20 916 Játékvezetők: Ademir Zurapović (BIH), Yohan Rosso (FRA), Juan Fernández (ARG) |
| 2024. augusztus 3. 21:00 | Bogdanović 30                            | Pont      | Jones, Shayok 17 | Stade Pierre-Mauroy, Lille Nézőszám: 20 916 Játékvezetők: Ademir Zurapović (BIH), Yohan Rosso (FRA), Juan Fernández (ARG) |
| 2024. augusztus 3. 21:00 | Jokić 13                                 | Lepattanó | Gabriel 8        | Stade Pierre-Mauroy, Lille Nézőszám: 20 916 Játékvezetők: Ademir Zurapović (BIH), Yohan Rosso (FRA), Juan Fernández (ARG) |
| 2024. augusztus 3. 21:00 | Bogdanović 8                             | Gólpassz  | Jones 10         | Stade Pierre-Mauroy, Lille Nézőszám: 20 916 Játékvezetők: Ademir Zurapović (BIH), Yohan Rosso (FRA), Juan Fernández (ARG) |

| Csapat           | Helyezés |
| ---------------- | -------- |
| Dél-Szudán (SSD) | 9.       |